# Phantom Girl
Phantom Girl, il cui vero nome è Tinya Wazzo, è un personaggio dei fumetti pubblicati da DC Comics. È una supereroina, nota nella continuity post-Ora zero come Apparition, ed è un membro della Legione dei Super-Eroi nel XXX e XXXI secolo. Possiede il potere di rendersi intangibile, permettendole di attraversare gli oggetti solidi come per tutti gli abitanti nativi del suo pianeta, Bgztl. Sua madre è Winema Wazzo. Phantom Girl fu inserita al 96º posto nella lista delle Donne Più Sexy dei Fumetti stilata dal Comics Buyer's Guide.

## Biografia

### Pre-Crisi
Nell'originale continuità pre-Crisi, Phantom Girl fu il quinto membro ad entrare nella Legione dei Super Eroi ed è una nativa del pianeta Bgztl, un pianeta che esiste nella 4ª dimensione. Come ogni Bgztliano, Phantom Girl possiede l'abilità di scomparire dalla realtà e divenire intangibile. Inizialmente comparì al fianco di Triplicate Girl e Saturn Girl sulle pagine di Action Comics n. 276 nella storia "Supergirl's Three Super Girl-Friends", e il suo primo costume consisteva di collant bianchi e un mantello bianco con una "P" stilizzata sul petto. I poteri di Phantom Girl le tornarono utile quando fu membro della Legion's Espionage Squad, ed ebbe una relazione romantica con il compagno di squadra Ultra Boy per molti anni. In questa continuità ebbe un fratello, Gmya Wazzo.

### Five Year Gap
Dopo le Guerre Magiche, la Terra cadde sotto il controllo dei Dominatori e finì col distaccarsi dai Pianeti Uniti. Qualche tempo più tardi, Phantom Girl pensò di essere rimasta uccisa durante lo schianto di uno shuttle. In realtà, la strega del tempo Glorith la inviò nel XX secolo dove le fu cancellata la memoria e strappata la sua vera identità. Assunse il nome di Phase e si unì all'agenzia di applicazione della legge nota come L.E.G.I.O.N..
Qualche anno dopo, i membri dei Dominatori classificati come Batch SW6 fuggirono dalla prigione. Originariamente i Batch SW6 sembrarono essere un gruppo di cloni adolescenti dei Legionari, creati da alcuni campioni presi, in apparenza, prima della morte di Ferro Lad per mano del Mangiatore di Soli. Si scoprì invece che erano dei duplicati di un paradosso temporale, e quindi altrettanto legittimi come le loro controparti più adulte. La loro controparte di Tinya Wazzo assunse infine il nome in codice di Apparition.
A causa dei numerosi tentativi di riscrivere la realtà da parte dei viaggiatori temporali, la continuità cambiò ancora e Phase si rivelò essere Enya Wazzo, la cugina di Phantom Girl conosciuta in precedenza. Time Trapper fece ricomparire la vera Phantom Girl al fianco di Ultra Boy pochi momenti prima che l'Ora Zero mettesse fine alla prima continuità della Legione.

### Post-Ora Zero
Nella seconda continuità Tinya fu sempre il quinto membro ad entrare nella Legione, ma stavolta sotto il nome di Apparition. Come nella realtà pre-Ora Zero, ebbe una relazione con Ultra Boy. Apparition si scoprì essere per metà Carggiana (Cargg è il pianeta di origine di Triplicate Girl), poiché Phase non era altro che uno dei suoi corpi. Non utilizzò mai il soprannome di "Phantom Girl".
Tinya fu la figlia di Winema Wazzo, l'ambasciatrice Bgztliana ai Pianeti Uniti, e fu spesso irritata dall'ossessione della madre di decidere la sua vita per lei. Mentre assisteva la madre ad una conferenza, che incluse tra l'altro la presentazione ufficiale della Legione dei Super Eroi, Tinya si smaterializzò attraverso il globo decorativo dei Pianeti Uniti piuttosto che girandogli attorno e attirò su di sé qualche sospetto. Quando Saturn Girl scansionò mentalmente la stanza, percepì questo avvenimento a pieno dando così sufficiente tempo a Cosmic Boy e Live Wire di eliminare una bomba prima che questa esplodesse. Tinya si unì alla ricerca del colpevole e aiutò a salvare la vita di Saturn Girl. Insieme a Triad, fu immediatamente ammessa nella squadra.
Quando incontrò per la prima volta Ultra Boy, i due furono istantaneamente attratti l'uno dall'altra. Il loro romanticismo fu solido, e inizialmente complicato dall'interferenza di Winema. Tinya fu però apparentemente uccisa dai terroristi daxamiti del White Triangle che la incenerirono con la loro vista calorifica tra le braccia di Ultra Boy.
Tuttavia, qualche tempo più tardi, Ultra Boy cominciò a soffrire di crisi dolorose e presto Apparition comparve dal suo corpo. Ora intrappolata nel suo stato etereo, Apparition poteva essere vista solo da Ultra Boy e Winema. Non di meno giocò una piccola ma importante parte nella liberazione della Legione dal controllo dell'Occhio di Smeraldo, dopo che questo corruppe Shrinking Violet. Apparition liberò accidentalmente Saturn Girl attraversandola e anche lei ottenne così la possibilità di vederla. Saturn Girl riuscì a manipolare gli altri sufficientemente a lungo da far sì che Violet si impanicasse e convincesse l'Occhio a inviare molti Legionari, inclusi Saturn Girl, Ultra Boy e Apparition nel tardo XX secolo.
Bloccati nel passato, Apparition incontrò uno psichico utilizzando una roccia Bgztliana - una roccia rossa che aiutava la smaterializzazione dei Bgztliani. Questo incontro terminò, e Tinya si ritrovò invisibile del tutto e con il potere di fare esplodere le macchine e gli oggetti elettrici semplicemente attraversandoli. Anche se Apparition cominciò a temere che Ultra Boy si sentisse insoddisfatto dal non poter avere un qualsiasi contatto fisico con lei, lui le dimostrò il suo amore sposandola. Poco dopo, tuttavia, arrivò Phase della L.E.G.I.O.N. per riprendersi la pietra che sarebbe dovuta essere sua. Lei e Apparition furono risucchiate nel regno della pietra e scoprirono che entrambe si identificavano come Tinya Wazzo. Quando le due ebbero un contatto fisico, si fusero involontariamente e Apparition divenne la personalità dominante nel corpo che ne uscì. Un effetto collaterale fu che ottenne nuovamente una forma fisica. Attraverso la regressione ipnotica, Apparition venne a sapere che Winema ebbe una relazione con un teppista vagabondo che la mise incinta. Cosa a lei sconosciuta era che il padre del nascituro era un Carggiano e che il bambino avrebbe ereditato l'abilità di triplicarsi. Winema fu conscia di aver dato vita ad un solo bambino, mentre il padre di Tinya prese gli altri due corpi e li vendette come neonati ai Luck Lords per pagarsi i debiti di gioco. Nel corso delle sue avventure anche Phase fu inviata nel XX secolo, e il destino del terzo corpo di Tinya rimane sconosciuto.

#### Blight
Ultra Boy e Apparition furono molto uniti nei mesi seguenti, e raramente furono visti da soli dagli altri. Infine, un giorno Apparition decise di andare in missione con la Legione senza Ultra Boy per provare a sé stessa e a lui che potevano sopravvivere anche separati. Mentre era in missione con Brainiac 5.1, Cosmic Boy e Monstress, Blight prese il comando della rete Stargate utilizzata dai Pianeti Uniti per il viaggio intergalattico e prese il dominio del pianeta. Il gruppo rimase bloccato lontano dalla Terra e riprese un lento viaggio di ritorno verso casa.
Giunti mesi dopo, si schiantarono sulla Terra non appena l'avamposto della Legione esplose dietro di loro. Il gruppo si riunì a Chameleon, il solo Legionario non catturato o compromesso da Blight, e a XS e Saturn Girl, gli unici due Legionari che riuscirono a scappare. Insieme la squadra sconfisse Blight e Apparition aiutò Ultra Boy a superare l'infezione del nemico.

#### Legione Perduta
Qualche tempo dopo, il danno di Blight alla rete Stargate mandò numerosi Legionari attraverso la spaccatura nello spazio fino a una "seconda galassia"; ancora una volta, Ultra Boy e Apparition dovettero sperarsi. Tuttavia, mentre Ultra Boy si rendeva conto che non avrebbe mai più rivisto Apparition la giovane si materializzò dal pavimento alleviando le sue paure. Questo si rivelò essere una delle illusioni telepatiche di Saturn Girl, che imitarono Apparition nel tentativo di mantenere sano la mente di Ultra Boy. Quando il suo inganno fu scoperto, il ragazzo ignorò inizialmente Saturn Girl ma infine i due terminarono per lasciarsi ad un tenero bacio. Confusi, si divisero e si confusero tra gli altri finché non tornarono a casa.

#### Il Bambino
Nel frattempo, la vera Apparition era presente allo scioglimento ufficiale della Legione dei Super Eroi nel momento del risveglio della spaccatura causata da Ra's al Ghul, che fingeva di essere il presidente dei Pianeti Uniti Leland McCauley. Lyle Norg fu il primo a notare la gravidanza. Apparition lo pregò in tutti i modi di non dire a sua madre che era incinta, e lui riluttante rispettò i suoi desideri.
Apparition visse con sua madre fino al momento in cui non poté più nascondere la gravidanza. Il soffocante coinvolgimento di Winema nella vita di sua figlia a quel punto non fece altro che crescere, costringendo così la figlia a fuggire su Rimbor, casa natale di Ultra Boy. Qui incontrò Timber Wolf che, con l'aiuto della sua gang, aiutò a proteggerla. Quando Apparition udì del ritorno dei Legionari Perduti, lo stress la fece tornare al lavoro. Tre mercenari furono assunti da sua madre per recuperare lei e il bambino, ma questi tentarono di ucciderla per facilitare il trasporto. Timber Wolf riuscì a proteggere la sua compagna di squadra e lei invece diede vita ad un maschietto. I due infine rubarono e utilizzarono i biglietti di ritorno dei mercenari per tornare sulla Terra.
Sulla nave, fu ovvio che il figlio di Apparition, Cob, possedeva i poteri di entrambi i genitori e di fatto cresceva in modo anormalmente veloce. Il loro ritorno sulla Terra fu ritardato poiché furono dirottati nello spazio da una flotta da battaglia spaziale Robotica. Scoprirono infatti che il "motore" non era altro che un ibrido Vyrgano/Carggiano/Winathiano in evidente stato di dolore.

#### Estraniamento
Infine riunita con la Legione e Ultra Boy, il matrimonio di Apparition dovette affrontare numerosi periodi di tensione dopo la lunga separazione. Anche se Ultra Boy e Saturn Girl capirono infine che il loro bacio era una conseguenza di un attimo di confusione, Apparition scoprì una lettera in cui due menzionavano questo fatto. Anche Ultra Boy cominciò a provare della gelosia dovuta alla profonda amicizia che la moglie aveva sviluppato con Timber Wolf, suo protettore in sua assenza. Finalmente, Cub continuò a svilupparsi rapidamente, raggiungendo l'apparente età di sei anni dopo un esperimento disegnato per ritardare il suo invecchiamento e annullarlo. La tensione tra i due non era ancora risolta quando la serie fu riaggiornata.

### Versione del 2005
Nella nuova continuità della Legione dei Super Eroi cominciata nel 2005, Tinya Wazzo fu di nuovo Phantom Girl. In questa ambientazione Bgztl esisteva nella stessa ubicazione della Terra, ma comunque fuori fase con essa: l'intero pianeta si trova nella "Zona Cuscinetto" in cui era solita smaterializzarsi la Phantom Girl pre-Ora Zero. Phantom Girl fu l'unica Bgztliana che poteva entrare e uscire tra la sua realtà e quella Terrestre. Quando si smaterializzava, era visibile in entrambi gli universi e spesso intratteneva conversazioni o attività nelle due realtà allo stesso contemporaneamente, causando forte confusione in coloro che le erano intorno.
Tinya sviluppò un forte legame con la Principessa Projectra, aiutandola a superare la recente dipartita dei suoi genitori leggendole antichi fumetti (infatti le storie della silver age della stessa DC Comics furono presentati come avventure basate su fatti reali), e tollerando con gentilezza il suo comportamento abrasivo e spesso infantile verso di lei. Nonostante la sua gentilezza, Phantom Girl fu selvaggiamente attaccata dalla stessa Projectra quando Tinya e Saturn Girl cominciarono a sospettare un tradimento celato verso l'intera Legione: Phantom Girl, in coma e sfigurata, fu salvata soltanto dall'intervento di Timber Wolf, che dopo essersi assicurato che Projectra si fosse allontanata, attivò l'allarme di Tinya. Phantom Girl fu collegata a un macchinario ricostruttivo e mostrò segni di miglioramento, ma prima che potesse raccontare a qualcuno dell'accaduto, la Principessa Projectra alterò le sue memorie, lasciando Timber Wolf unico testimone a sapere la verità.
A causa della cancellazione dei fumetti della Legione con il n. 50, la trama fu lasciata irrisolta.

### Post-Crisi Infinita
Gli eventi della miniserie Crisi infinita, ricostituirono un'analoga continuità della versione della Legione pre-Crisi sulle Terre infinite, come visto nella storia "The Lightning Saga" in Justice League of America e Justice Society of America, e nella storia "Superman e la Legione dei Supereroi" in Action Comics. Phantom Girl fu inclusa in questi numeri.

## Poteri e abilità
Come tutti i nativi del pianeta Bgztl, Phantom Girl (in tutte le sue incarnazioni) possiede l'abilità di rendersi intangibile (o smaterializzarsi). Bgztl (a seconda della versione) o esiste o è connessa con lo spazio extra-dimensionale noto come la Zona Fantasma. Tinya dimostrò l'abilità di smaterializzarsi spaccando il secondo, nonché la capacità di smaterializzare anche solo una parte del suo corpo (abilità che molti Bgztliani non sono in grado di fare). Mentre è in transizione, è immune agli attacchi fisici, può muoversi attraverso gli oggetti solidi e volare grazie al suo potere. È anche immune ai colpi energetici e alle radiazioni, anche se alcuni scrittori furono incostanti riguardo alla sua vulnerabilità agli attacchi attraverso l'aria (ad esempio il gas velenoso). Tinya dimostrò in più l'abilità di disfare il lavoro dei dispositivi elettronici attraversandoli durante lo smaterializzazione. Infine, dimostrò inconsistentemente l'abilità di percepire gli abitanti o gli oggetti all'interno della Zona Fantasma, in alcune circostanze, mentre si trova in stato di smaterializzazione, incluso Mon-El durante il periodo di imprigionamento del supereroe nella Zona Fantasma.
La versione del 2005 di Phantom Girl può selettivamente smaterializzare le sue percezioni fino a Bgztl mentre utilizza i suoi poteri; in questo modo, compare sia sul nostro piano di esistenza, ma in realtà interagendo con gli individui e l'ambiente su Bgztl.

## Altri media

### Televisione
- Nella serie animata Le avventure di Superman, Phantom Girl comparve per un istante nell'episodio "New Kids In Town".
- Phantom Girl comparve in un episodio della serie animata Justice League Unlimited dal titolo "Lontani da casa". È una dei soli tre Legionari (insieme a Brainiac 5 e Bouncing Boy) ad avere un ruolo con battuta. In questo episodio ottiene l'abilità di rendersi intangibile allo spettro visivo, diventando invisibile.
- Phantom Girl fu parte della squadra principale nella serie televisiva Legion of Super Heroes. Come nella continuità post-Ora Zero, sua madre è la presidentessa dei Pianeti Uniti. C'è anche un accenno di relazione romantica tra lei e Timber Wolf. Non solo, sembra anche essere attratta da Jo Nah, un atleta delle Olimpiadi intergalattiche, e fu inviata a reclutarlo per la gigantesca battaglia contro il Mangiatore di Soli.